# Lars Peter Hansen
Lars Peter Hansen (Champaign, Illinois, 26 de outubro de 1952) é um economista estado-unidense. Foi laureado com o Prémio de Ciências Económicas em Memória de Alfred Nobel de 2013, juntamente com Eugene Fama e Robert Shiller. Foi um dos que assinaram uma petição para que o governo americano não socorresse os bancos em 2008.

## Publicações selecionadas
- Hansen, L.P. Challenges in Identifying and Measuring Systemic Risk, in forthcoming NBER book Risk Topography: Systemic Risk and Macro Modeling, September, 2012.
- Hansen, L.P. Generalized Methods of Moments: A Time Series Perspective, in International Encyclopedia of the Social and Behavior Sciences, 2000.
- Hansen, L.P., (1982), "Large Sample Properties of Generalized Methods of Moments Estimators" in Econometrica, Vol. 50, page 1029-1054, where he proposed the GMM-procedure.
- Hansen, L. P.; Jagannathan, R. (1991). «Implications of Security Market Data for Models of Dynamic Economies». Journal of Political Economy. 99 (2): 225–262. doi:10.1086/261749
- Hansen, L. P.; Singleton, K.J. (1982). «Generalized Instrumental Variables Estimation of Nonlinear Rational Expectations Models». Econometrica. 50 (5): 1269–86. JSTOR 1911873. doi:10.2307/1911873
- Hansen, L.P.; Hodrick, R.J. (1980). «Forward Exchange-Rates As Optimal Predictors of Future Spot Rates - An Econometric-Analysis». Journal of Political Economy. 88 (5): 829–853. doi:10.1086/260910
- Hansen, L.P.; Sargent, T.J. (1980). «Formulating and Estimating Dynamic Linear Rational-Expectations Models». Journal of Economic Dynamics & Control. 2 (7–46): 1980
- Hansen, L.P.; Heaton, J.C.; Li, N. (2008). «Consumption Strikes Back? Measuring Long-Run Risk». Journal of Political Economy. 116 (2): 260–302. doi:10.1086/588200
- Hansen, L.P.; Sargent, T.J. (2007). «Recursive Robust Estimation and Control without Commitment». Journal of Economic Theory. 136 (1): 1–27. doi:10.1016/j.jet.2006.06.010
- Hansen, L.P., Sargent, T.J., (2008). Robustness. Princeton University Press.
- Hansen, L.P.; Scheinkman, J. (2009). «Long Term Risk: an Operator Approach," (January 2009)». Econometrica. 77 (1): 177–234. doi:10.3982/ECTA6761
- Hansen, L.P. (2007). «The Richard T. Ely Lecture  : "Beliefs, Doubts and Learning: Valuing Macroeconomic Risk». The American Economic Review. 97 (2): 1–30